# L.G., une aventure des années soixante
L.G., une aventure des années soixante (L.G. pour Ligne Générale) est un recueil posthume composé de sept essais de Georges Perec, et paru en 1992 aux éditions du Seuil. Les sept textes recueillis, dont trois sont co-écrits, avaient d'abord été publiés au début des années 1960, notamment dans la revue Partisans,.

## Composition du recueil
Les quatre premiers essais mettent en exergue la « pensée perecquienne de la littérature ». La réflexion de Perec sur la littérature tend à construire « une troisième voie », située entre la philosophie existentialiste de Jean-Paul Sartre et les textes précurseurs au concept de l'écriture[pas clair] de Roland Barthes.

### Préface
Le recueil est préfacé par Claude Burgelin,, qui décrit notamment la genèse du projet collectif d'une revue intitulée La Ligne générale ainsi que « l'engagement marxiste » de Perec et des autres membres de ce groupe d'auteurs. Burgelin considère que si le projet de revue n'aboutit jamais, Perec forgea grâce à lui une bonne partie de ses théories littéraires, pilotis de son œuvre future.

### Textes

#### Le Nouveau Roman et le refus du réel
Dans ce texte co-écrit avec Claude Burgelin,,, Perec prend acte de l’échec de la littérature engagée qui, par son dogmatisme arbitraire, n’avait aucune prise sur le concret.
Certes, de manière apparemment positive, le Nouveau Roman tend à élaborer les bases d’une description nouvelle de la réalité et, ressentant la nouvelle complexité du monde, refuse que la littérature en soit une expression non complexe, mais la disparition revendiquée des conventions héritées de Stendhal ou de Flaubert ne débouche que sur l’apparition de conventions nouvelles, se référant, fondamentalement, à l’irrationnel.
L’idéologie du Nouveau Roman est donc profondément réactionnaire, en ce sens que sa prétendue lucidité n’est qu’une mise entre parenthèses de monde : la réalité qu’il donne à voir est une réalité gratuite, coupée de tout lien social, où l’homme n’a aucune prise sur les choses, un monde qu’on ne peut ni changer, ni transformer. Cette littérature n’est ainsi qu’une négation totale, définitive, de la conscience, de la volonté et de la liberté.

#### Pour une littérature réaliste
Dans ce texte un peu marxisant, et donc daté, Perec tente de définir ce que pourrait être une littérature « révolutionnaire ». Elle ne pourrait être que réaliste, « l’expression la plus totale des réalités concrètes .», mettant à jour l’essence du monde, sa réalité, son histoire. Mais elle ne peut également qu’être le compte-rendu d’une expérience personnelle : « Écrire, c’est écrire pour se connaître ou se comprendre. »
Ainsi le réalisme est d’abord un problème de création, la vision du monde de l’auteur, restant virtuelle tant qu’elle ne s’est pas incorporée entièrement à une vision spécifiquement littéraire.
Une telle nouvelle littérature permettrait  la compréhension de notre temps sans rien perdre de sa richesse et de sa complexité, l’élucidation de nos contradictions, le dépassement de nos limites.

#### Engagement ou crise du langage
Une opposition entre littérature engagée et esthétisme restant stérile, Il faut rechercher un autre cadre d’interprétation. Pour Perec, c’est celui de la crise du langage. Quarante générations d’écrivains ont abouti à des conventions qui étouffent la création et la rendent impossible. La solution n’est ni de détourner le langage de son sens ou de le neutraliser, ni d’exploiter ses pouvoirs sans se soucier de la signification extérieure d’une œuvre.
La crise du langage étant un refus du réel, l’écrivain doit remettre fondamentalement en cause sa sensibilité et ses moyens d’expression.

#### Robert Antelme ou la vérité de la littérature
L’œuvre de Robert Antelme a su faire comprendre ce que l’on ne pouvait pas comprendre, exprimer ce qui était inexprimable. Antelme a établi cette relation entre le fragmentaire et le total, ce passage de l’anecdotique à l’historique, ce va-et-vient entre le général et le particulier, entre la sensibilité et la lucidité, qui forment la trame même de notre conscience. En ce sens, son livre définit la vérité de la littérature et la vérité du monde.

#### L’univers de la science-fiction
La science fiction d’après guerre n’a pas su se rendre convaincante, plausible, vivante et surtout cohérente. Souvent réactionnaire, polluée en France par l’univers « obscurantiste et crétinisant » de la revue Planète, elle n’a pas su combler le retard de ce que nous sentons sur ce que nous savons. On en attendait des rêves, elle ne nous donne que des cauchemars, sans aucun mouvement vers l’avenir,.

#### La perpétuelle reconquête
Co-écrit avec Roger Kleman et Henri Peretz, ce texte qualifie le film Hiroshima mon amour d'essentiel parce que, s’offrant à nous dans une vision totale, dans un parfait dialogue entre l’image et la parole, il permet de comprendre le monde, de comprendre ce qu’implique aujourd’hui la participation de l’homme à l’Histoire, dans une certitude du devenir,.

#### Wozzeck ou la méthode de l’apocalypse
Par son paroxysme, Wozzeck, l’opéra d’Alban Berg annonce la fin d’un monde, car il dépasse le conflit entre tonalité et atonalité, et crée l’ébauche d’une nouvelle structuration, d’une signification nouvelle,,.